# Unión Cívica Nacional

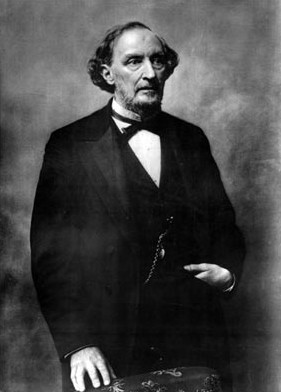
Bartolomé Mitre, fundador de la Unión Cívica Nacional.

La Unión Cívica Nacional (UCN) fue un partido político argentino fundado en 1891 bajo el liderazgo de Bartolomé Mitre, como producto del cisma de la Unión Cívica, y se disuelve en 1902, uniéndose la mayoría de sus miembros al Partido Republicano.

## Historia
Ese mismo año de 1890, simpatizantes de la Unión Cívica, dirigidos por Leandro Alem y Bartolomé Mitre protagonizan el 26 de julio la llamada Revolución del Parque o Revolución del 90, un levantamiento armado que provoca la caída del presidente Juárez Celman y su reemplazo por el vicepresidente Carlos Pellegrini.
La Unión Cívica se organizó en todo el país y consagró una fórmula para las elecciones presidenciales de 1892 conformada por Bartolomé Mitre y Bernardo de Irigoyen. Sin embargo, Julio Argentino Roca, líder indiscutido del oficialista Partido Autonomista Nacional (PAN), acuerda con Mitre una fórmula de unidad nacional entre ambos partidos, encabezada por el propio Mitre. Al conocer el acuerdo el 16 de abril, Leandro Alem se opone al mismo en forma tajante, lo que desencadena la ruptura de la Unión Cívica y posteriormente el retiro de la candidatura de Mitre.
El 26 de junio de 1891 los seguidores de Alem constituyen formalmente la Unión Cívica Radical. Por su parte, el 27 de junio los seguidores de Mitre formaron la Unión Cívica Nacionall con la presidencia del doctor Bonifacio Lastra. Estos, desde entonces fueron conocidos con el nombre de "los cívicos", mientras que aquellos lo fueron con el nombre de "antiacuerdistas". Más tarde serán llamados "radicales" por sus opositores. 

## Acción política de la Unión Cívica Nacional
Además de Bartolomé Mitre, pertenecieron a la Unión Cívica Nacionall políticos como Guillermo Udaondo y Honorio Pueyrredón.
A lo largo de los años, la UCN y la UCR se mostraron varias veces cercanas y tendieron a colaborar.  En 1896 la vinculación personal entre Bartolomé Mitre (UCN) y Bernardo de Irigoyen (UCR), dio origen a la "política de las paralelas", consistente en proclamar candidatos en una lista común. En oposición a la política de las paralelas Hipólito Yrigoyen disuelve en 1897 el Comité Radical de la Provincia de Buenos Aires.

### Historia electoral
| Elección | Presidente      | Presidente        | Presidente    |                      | Vicepresidente    | Vicepresidente | Vicepresidente |
| Elección | Candidato       | Votos electorales | Puesto        | Candidato            | Votos electorales | Puesto         |                |
| -------- | --------------- | ----------------- | ------------- | -------------------- | ----------------- | -------------- | -------------- |
| 1892     | Bartolomé Mitre | 5/232             | 2º            | Sin candidato        | Sin candidato     | Sin candidato  |                |
| 1898     | Bartolomé Mitre | 38/300            | 2º            | Juan Eusebio Torrent | 23/300            | 2º             |                |
| 1898     | Sin candidato   | Sin candidato     | Sin candidato | Bartolomé Mitre      | 1/300             | 5º             |                |